# Saratov
Saratov (Russisch: Саратов, Sarataf) is een stad in Rusland. Het is de hoofdstad van de oblast Saratov en heeft een grote haven aan de Wolga.

## Geschiedenis
Saratov werd in 1590 door Ivan de Verschrikkelijke als tsarenvesting gesticht ter bescherming van de handelsroute over de Wolga. De naam van de stad is afgeleid van de Tataarse woorden "Sari Tau", wat zoveel betekent als "gele berg".
Sinds de 18e eeuw leefden er talrijke Ruslandduitsers, die ook in de architectuur van de stad hun sporen hebben achtergelaten. Deze etnische Volksduitsers, meest boeren, werden in 1924 ondergebracht in een eigen autonome republiek. Deze republiek werd echter opgeheven toen de Duitsers uit het "Wolga-Duitser-district" rondom Saratov in de Tweede Wereldoorlog gedeporteerd werden uit vrees dat zij zich misschien zouden aansluiten bij de Duitse bezetters, die overigens de omgeving van Saratov nimmer zouden bereiken. Door emigratie en deportatie is sedertdien het aantal Duitsers in en rond Saratov afgenomen. Tot 2004 had Duitsland een consulaat in deze stad.
Door de ligging aan de Wolga, zuidelijk van Samara en noordelijk van Wolgograd, werd Saratov in de 19e eeuw een belangrijke scheepshaven. Een industriële ontwikkeling maakte Saratov door nadat het in 1870 per spoorweg met Moskou was verbonden. Daarnaast is Saratov een van de grootste centra op cultureel en wetenschappelijk gebied. In zijn bloeitijd (rond 1912) was Saratov de op drie na grootste stad van Rusland.
In de sovjettijd was Saratov, vanwege de vestiging van een grote militaire vliegtuigfabriek, een gesloten stad, streng verboden voor buitenlanders. In 1992 werd de stad voor iedereen toegankelijk. De eerste ruimtevaarder, Joeri Gagarin, studeerde aan de Technische Universiteit van Saratov en landde na zijn legendarische ruimtereis in de buurt van Saratov.

## Bezienswaardigheden
Bezienswaardig zijn het Radisjtsjev-museum (Музей Радищева) met een goede kunstselectie uit de 18e tot 20e eeuw, en het Gagarin-museum (Музей Гагарина) dat wat moeilijk te vinden is. Daarnaast is een wandeling over de Wolgakade (Набережная Космонавтов) met zicht op de beroemde verkeersbrug de moeite waard, evenals de Triniteitskathedraal (Троицкий Собор). Verder zijn er verschillende theaters.

## Galerij

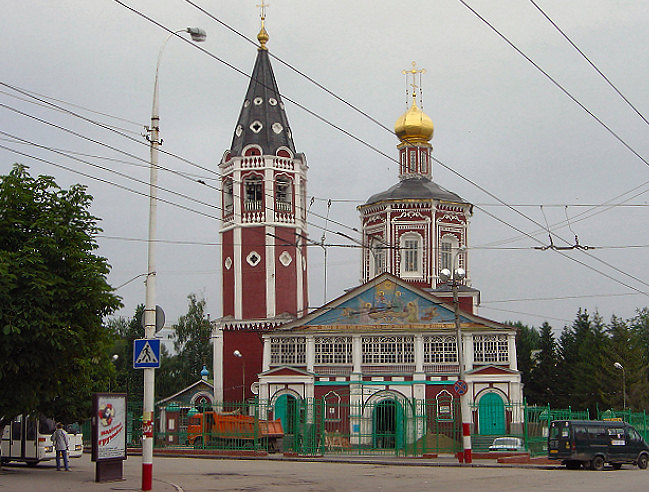
Triniteitskathedraal
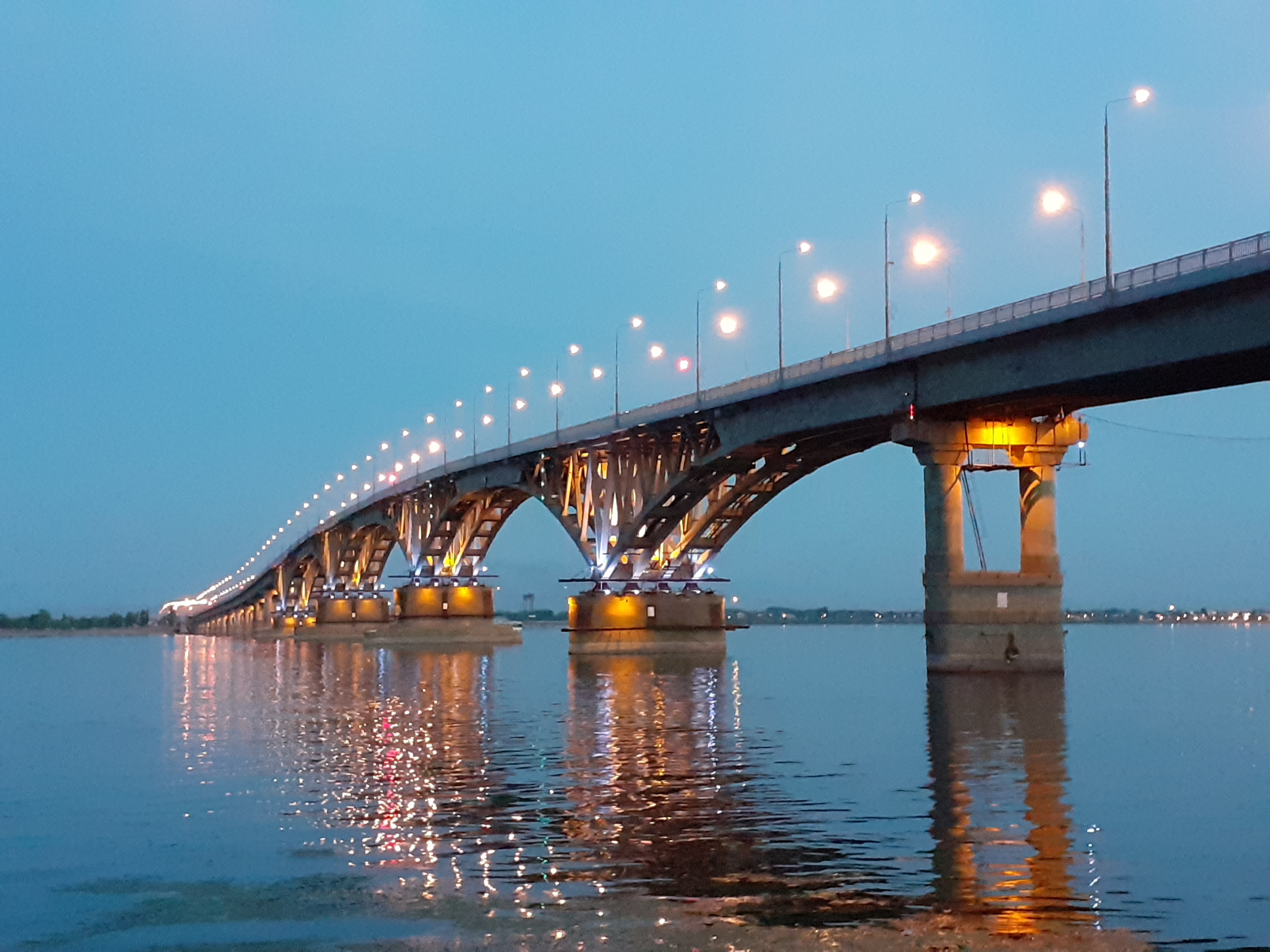
Brug over de Wolga
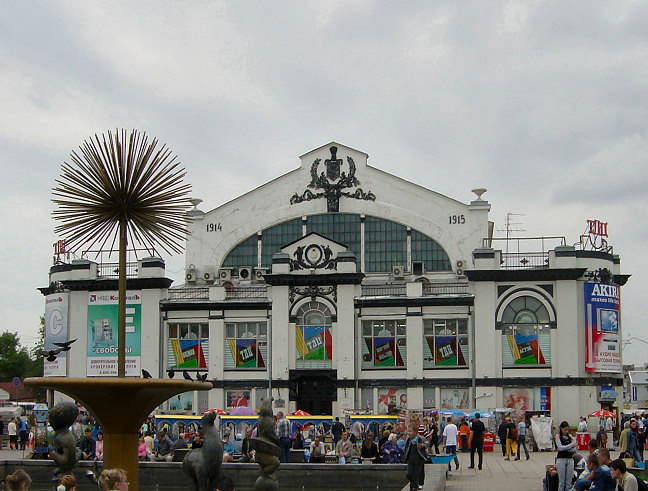
Markthal

## Klimaat
- Gemiddelde temperatuur : +5,8 °C
- Gemiddelde windsnelheid : 3,3 m/s
- Gemiddelde luchtvochtigheid : 69 %

| maand                                   | jan | feb | mrt | apr | mei | jun | jul | aug | sep | okt | nov | dec | jaar |
| --------------------------------------- | --- | --- | --- | --- | --- | --- | --- | --- | --- | --- | --- | --- | ---- |
| Geregistreerde maximumtemperaturen (°C) | 8   | 8   | 18  | 31  | 34  | 39  | 41  | 41  | 35  | 26  | 16  | 12  | 41   |
| Gemiddelde maximumtemperaturen (°C)     | −7  | −6  | 0   | 13  | 22  | 26  | 28  | 27  | 20  | 10  | 1   | −4  | 11   |
| Gemiddelde temperaturen (°C)            | −10 | −10 | −4  | 7   | 15  | 19  | 21  | 20  | 14  | 5   | −1  | −7  | 6    |
| Gemiddelde minimumtemperaturen (°C)     | −14 | −13 | −7  | 3   | 10  | 15  | 17  | 15  | 10  | 3   | −4  | −10 | 2    |
| Geregistreerde minimumtemperaturen (°C) | −37 | −35 | −27 | −18 | −4  | 2   | 6   | 4   | −4  | −13 | −24 | −33 | −37  |
| Gemiddelde maandelijkse neerslag (mm)   | 40  | 28  | 28  | 24  | 41  | 43  | 47  | 46  | 38  | 34  | 57  | 39  | 465  |

## Geboren in Saratov
- Nikolaj Semjonov (1896-1986), natuur-, scheikundige en Nobelprijswinnaar (1956)
- Joeri Sjarov (1939-2021), schermer
- Roman Abramovitsj (1966), multi-miljardair
- Fjodor Smolov (1990), voetballer
- Aleksandr Loginov (1992), biatleet
- Danila Semerikov (1994), langebaanschaatser

Bestuurlijk centrum: Saratov

Arkadak · Atkarsk · Balakovo · Balasjov · Chvalynsk · Engels · Jersjov · Kalininsk · Krasnoarmejsk · Krasny Koet · Marx · Novo-oezensk · Petrovsk · Poegatsjov · Rtisjtsjevo · Sjichany · Volsk